# 周大福
周大福（チョウタイフック、Chow Tai Fook Enterprises Ltd.）は、香港を拠点にするコングロマリット。不動産開発、ホテル、カジノ、交通、宝飾品、港湾、通信事業を営む。
香港証券取引所に上場している。筆頭株主は新世界発展（HKSE: 0017）の会長でもある鄭家純であり、周大福は新世界発展の主要株主でもある。

## 周大福ジュエリー

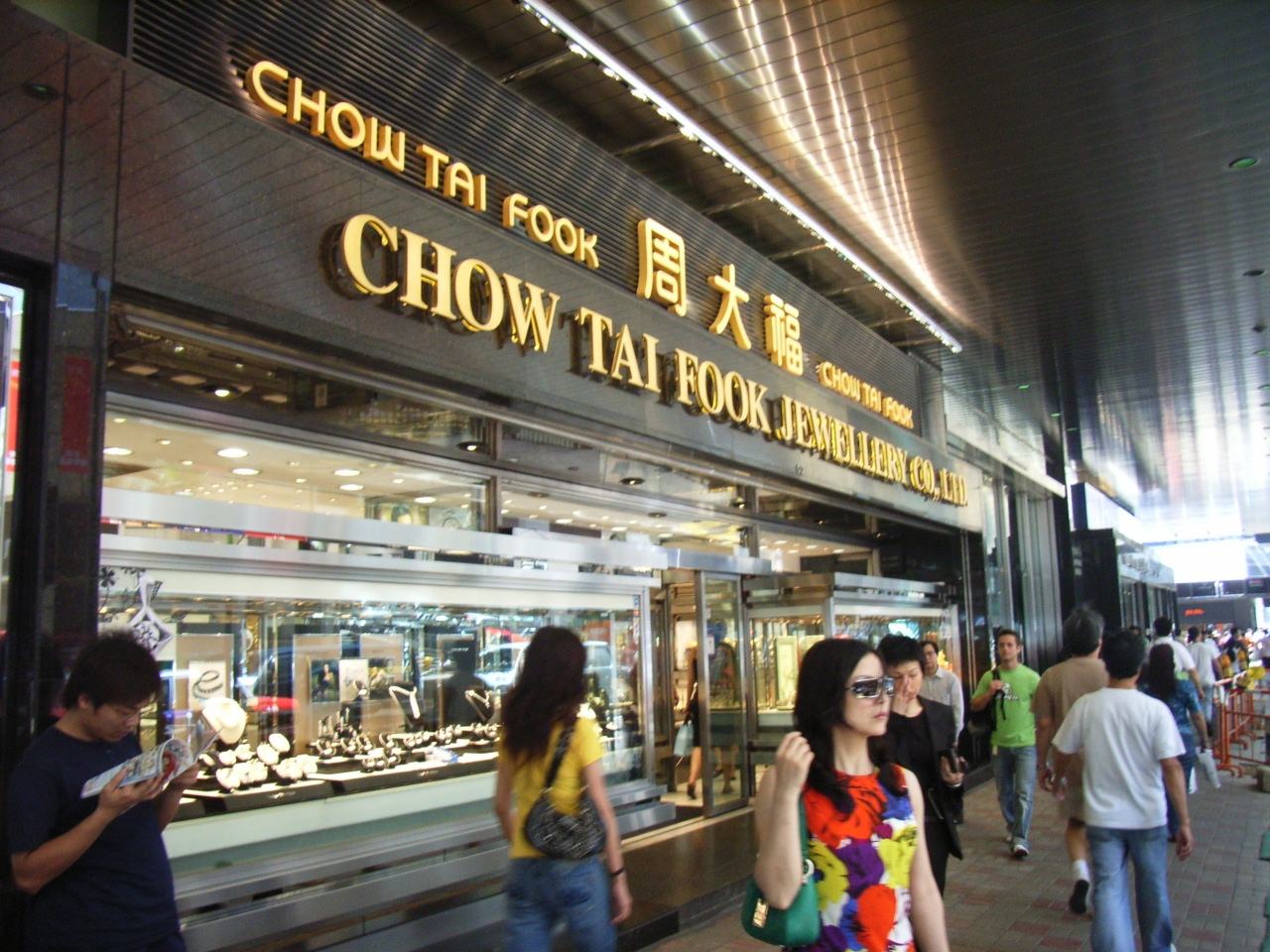
香港の店舗

周大福ジュエリー（Chow Tai Fook Jewellery Company、SEHK: 1929）は、周大福が保有するジュエリー販売会社で、中国本土、香港･マカオの宝飾品販売で最大手。2014年3月末の段階で店舗・売り場数はフランチャイズを含め2077で、内訳は宝石店1938、時計店139。地域別では本土1965店、香港･マカオその他地域で112店に上る。
2015年12月には中国の電子商取引市場に本格参入し、3億5000万元を投じて自前の通販プラットホーム「ＣＴＦＨＯＫＯ．ｃｏｍ」を立ち上げ、事業を開始した。扱う商品は全て海外や香港からの輸入商品で、乳児用粉ミルクやおむつ、化粧品、お菓子などがある。また深圳の前海自由貿易区にネット上で販売している商品を紹介する実店舗もオープンさせた。